# Pélissanne
Pélissanne (provansalsko Pelissana/Pelissano) je naselje in občina v jugovzhodnem francoskem departmaju Bouches-du-Rhône regije Provansa-Alpe-Azurna obala. Leta 2006 je naselje imelo 9.049 prebivalcev.

## Geografija
Kraj leži v pokrajini Provansi 26 km severozahodno od Aix-en-Provence.

## Uprava
Pélissanne je sedež istoimenskega kantona, v katerega so poleg njegove vključene še občine Aurons, La Barben, Cornillon-Confoux, Coudoux, La Fare-les-Oliviers, Lançon-Provence, Velaux in Ventabren z 41.947 prebivalci.
Kanton Pélissanne je sestavni del okrožja Aix-en-Provence.

## Pobratena mesta
- Milies (Tesalija, Grčija);